# Democratic Labor Party
De Democratic Labor Party (DLP) is een politieke partij in Australië. Ze komt voort uit (maar is officieel niet helemaal dezelfde partij) een partij met dezelfde naam die heeft bestaan tussen 1955 en 1978 en enig belang had in de Australische politiek van die tijd. Na de verkiezingen van 2006 in de deelstaat Victoria behaalt de DLP voor het eerst een parlementaire zetel.
Op economisch vlak kant de DLP zich tegen het neoliberalisme. Op sociaal vlak is de DLP een conservatieve partij die tegen abortus, euthanasie en het homohuwelijk gekant is.